# 克夫拉达德罗萨里奥
7°42′N 80°42′W / 7.7°N 80.7°W
克夫拉达德罗萨里奥是巴拿马埃雷拉省拉斯米纳斯区的一个城市，2010年是人口为794。该市2000年时人口为2,090，1990年时人口为1,847。